# Burchard V. (Vendôme)

Wappen Burchards V. von Vendome

Burchard V. (französisch Bouchard; † 1271) war Graf von Vendôme aus dem Haus Montoire. Er war ein Sohn des Grafen Peter und dessen Ehefrau, Johanna von Mayenne.
Er war verheiratet mit Maria von Roye (Haus Roye), ihre Kinder waren:
- Johann V. († 1315), Graf von Vendôme;
- Burchard, Herr von Bonnevau;
- Peter († um 1311), Kanoniker in Tours;
- Eleonore, ⚭ Burchard VII. von l’Isle Bouchard;
- Johanna, ⚭ Gottfried von Montbazon.

Burchard und sein Bruder Johann begleiteten 1265 ihren Lehnsherren, Graf Karl von Anjou, nach Italien zur Eroberung des Königreichs Sizilien. Dabei kämpfte er 1266 mit in der Schlacht bei Benevent gegen König Manfred. 1270 nahm Burchard im Gefolge Anjous am siebten Kreuzzug teil, wo er vor Tunis an der um sich greifenden Ruhr erkrankte, an der er wenig später starb.

## Weblink
- Die Grafen von Vendôme (franz.)

| Vorgänger | Amt                        | Nachfolger |
| --------- | -------------------------- | ---------- |
| Peter     | Graf von Vendôme 1249–1271 | Johann V.  |

| Personendaten    | Personendaten    |
| ---------------- | ---------------- |
| NAME             | Burchard V.      |
| ALTERNATIVNAMEN  | Bouchard V.      |
| KURZBESCHREIBUNG | Graf von Vendôme |
| GEBURTSDATUM     | 13. Jahrhundert  |
| STERBEDATUM      | 1271             |